# Józefów nad Wisłą (gmina)
Józefów nad Wisłą (1877–1954 gmina Rybitwy, 1973–2003 gmina Józefów) – gmina miejsko-wiejska w województwie lubelskim, w powiecie opolskim. W latach 1975–1998 gmina położona była w województwie lubelskim.
Siedziba gminy to miasto Józefów nad Wisłą.
Według danych z 30 marca 2005 gminę zamieszkiwało 7369 osób.

## Historia
Za Królestwa Polskiego gmina Józefów należała do powiatu nowoaleksandryjskiego w guberni lubelskiej. 31 maja 1870 do gminy przyłączono pozbawiony praw miejskich Józefów. W wykazie gmin z 1888 roku jednostka figuruje już pod nazwą gmina Rybitwy.

## Struktura powierzchni
Według danych z roku 2002 gmina Józefów nad Wisłą ma obszar 141,56 km², w tym:
- użytki rolne: 68%
- użytki leśne: 22%

Gmina stanowi 17,60% powierzchni powiatu.

## Demografia

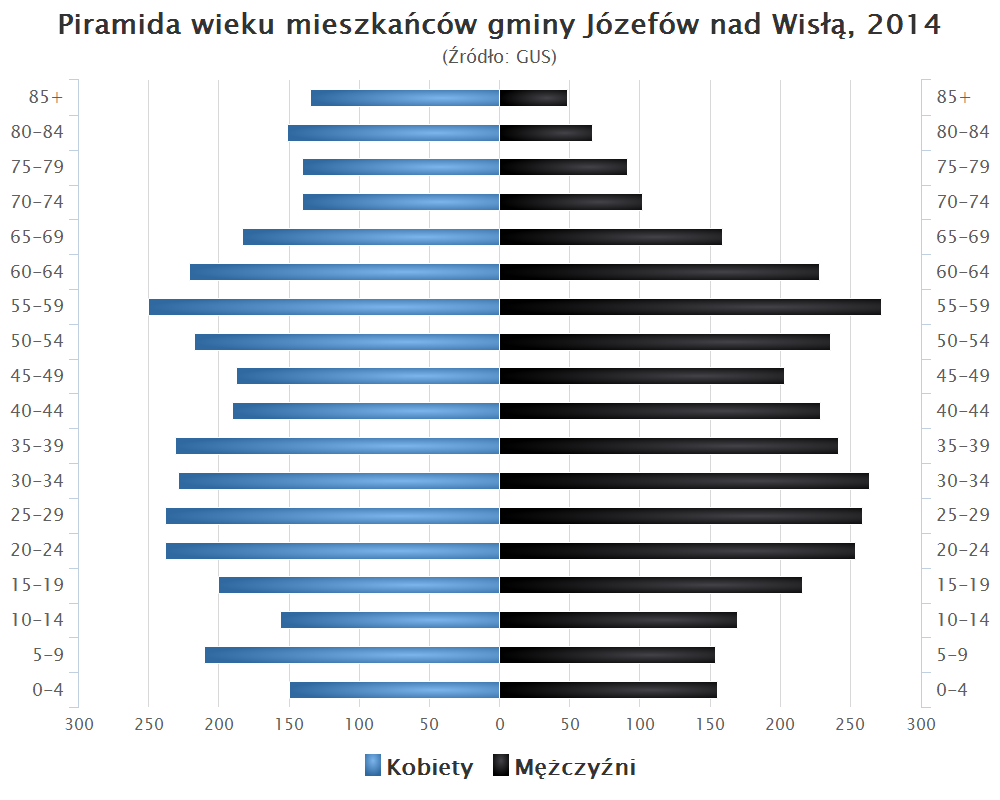
Piramida wieku mieszkańców gminy Józefów nad Wisłą w 2014 roku

Dane z 30 czerwca 2004:
| Opis                              | Ogółem | Ogółem | Kobiety | Kobiety | Mężczyźni | Mężczyźni |
| --------------------------------- | ------ | ------ | ------- | ------- | --------- | --------- |
| jednostka                         | osób   | %      | osób    | %       | osób      | %         |
| populacja                         | 7 037  | 100    | 3451    | 49,04   | 3586      | 50,96     |
| gęstość zaludnienia (mieszk./km²) | 50     | 50     | 24,52   | 24,52   | 25,48     | 25,48     |

## Sołectwa
Basonia, Boiska-Kolonia, Bór, Chruślanki Józefowskie, Chruślanki Mazanowskie, Chruślina, Chruślina-Kolonia, Dębniak, Idalin, Józefów nad Wisłą, Kaliszany-Kolonia, Kolczyn, Kolonia Nieszawa, Łopoczno/Stare Kaliszany, Mariampol, Mazanów, Miłoszówka, Niesiołowice, Nieszawa, Nietrzeba, Owczarnia, Pielgrzymka, Pocześle, Prawno, Rybitwy, Spławy/Graniczna, Stare Boiska, Stasin, Stefanówka, Studnisko, Ugory, Wałowice, Wałowice-Kolonia, Wólka Kolczyńska

## Sąsiednie gminy
Annopol, Dzierzkowice, Łaziska, Opole Lubelskie, Solec nad Wisłą, Tarłów, Urzędów